# Ryo Nurishi
Ryo Nurishi (塗師 亮 Nurishi Ryo?), född 1 maj 1986 i Kanagawa prefektur, är en japansk före detta fotbollsspelare.
Nurishi började sin karriär 2005 i Tokyo Verdy. Efter Tokyo Verdy spelade han för Okinawa Kariyushi FC. Han gick tillbaka till Tokyo Verdy 2010. Han avslutade karriären 2011.